# Siedem Boleści Matki Bożej

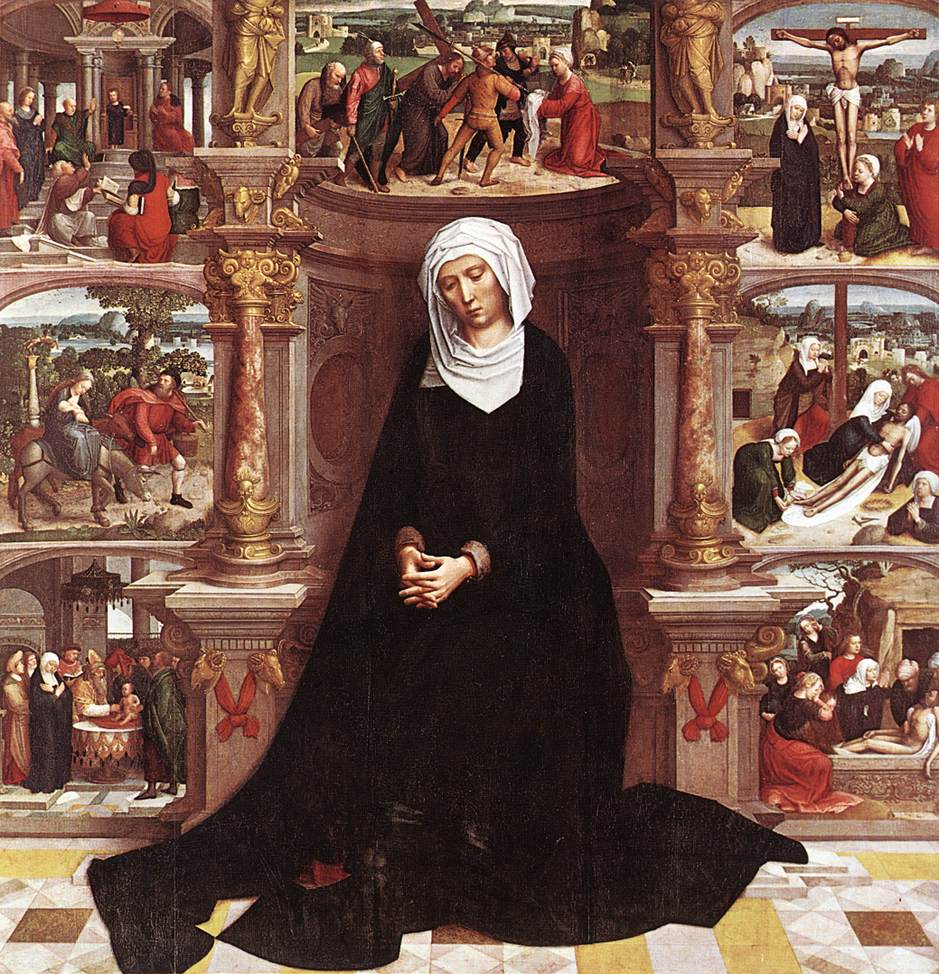
Siedem boleści Maryi autorstwa Adriana Isenbrandta, obraz w kościele Matki Boskiej w Brugii, ok. 1518-1535

Siedem Boleści Najświętszej Maryi Panny – tradycyjne nabożeństwo katolickie, koncentrujące się na siedmiu wydarzeniach z życia Maryi, które według pobożności ludowej stanowiły szczególne momenty cierpienia związanego z misją zbawczą Jezusa Chrystusa. Nabożeństwo to ukazuje duchowy współudział Maryi w męce i śmierci Syna oraz Jej postawę wiary, pokory i wytrwałości w obliczu cierpienia.
Do siedmiu boleści zalicza się:
1. Proroctwo Symeona (Łk 2,25–35), zapowiadające miecz boleści, który przeniknie duszę Maryi.
2. Ucieczkę do Egiptu (Mt 2,13–15), spowodowaną zagrożeniem życia Dzieciątka ze strony króla Heroda.
3. Zagubienie dwunastoletniego Jezusa w świątyni (Łk 2,41–50), które napełniło Maryję bólem i lękiem.
4. Spotkanie z Jezusem niosącym krzyż (Łk 23,27–31), podczas drogi na Kalwarię.
5. Ukrzyżowanie i śmierć Jezusa (J 19,25–30), przy których Maryja trwała u stóp krzyża.
6. Zdjęcie ciała Jezusa z krzyża (por. J 19,38), i złożenie go w ramionach Matki.
7. Złożenie Jezusa do grobu (Łk 23,50–56), będące ostatnim aktem Matki w ziemskim pożegnaniu z Synem.

Nabożeństwo do Siedmiu Boleści NMP, rozpowszechnione szczególnie od XIII wieku (głównie przez zakon serwitów), ma charakter medytacyjny i pokutny. Jego celem jest pogłębienie duchowej więzi z Maryją poprzez rozważanie Jej cierpień oraz zrozumienie Jej współudziału w dziele odkupienia.
W tradycji liturgicznej Kościoła rzymskokatolickiego wspomnienie Matki Bożej Bolesnej przypada 15 września. Dodatkowo, wspomnienie Siedmiu Boleści NMP obchodzone jest w piątek przed Niedzielą Palmową jako forma duchowego przygotowania do obchodów Męki Pańskiej.
W pobożności ludowej nabożeństwo to postrzegane jest jako szczególnie pomocne dla osób doświadczających cierpienia i kryzysów życiowych. Maryja ukazywana jest w nim nie tylko jako Matka Cierpiąca, lecz także jako współodkupicielka – wierna towarzyszka zbawczej drogi Chrystusa. Nabożeństwo to stanowi również akt wdzięczności za Jej miłość i niezłomność wobec woli Bożej.